# Palaina pupa
Palaina pupa је пуж из реда Architaenioglossa. 

## Угроженост
Подаци о распрострањености ове врсте су недовољни.

## Распрострањење
Палау је једино познато природно станиште врсте.

## Станиште
Врста Palaina pupa има станиште на копну.